# Operación Fénix
La Operación Fénix, también llamada bombardeo de Angostura fue un ataque de la Fuerza Aérea Colombiana, con la posterior incursión de helicópteros, personal policial y militar, realizado en una zona selvática denominada Angostura en las cercanías de la población Santa Rosa de Yanamaru, en la provincia ecuatoriana de Sucumbíos, el día 1 de marzo de 2008, causando la muerte de 22 guerrilleros, incluyendo el segundo comandante en rango del grupo guerrillero, Édgar Devia alias Raúl Reyes de las Fuerzas Armadas Revolucionarias de Colombia - Ejército del Pueblo (FARC-EP), quienes se encontraban en un campamento. El ataque produjo una crisis diplomática regional por la violación colombiana de la soberanía territorial ecuatoriana y por la presencia ilegal de las FARC-EP en Ecuador, grupo en ese entonces considerado terrorista en Colombia.

## Ubicación
Los comuneros locales conocen el sector bombardeado como de Angostura, ubicado en lado ecuatoriano, a unos 2 km de Colombia. Para acceder es necesario sobrevolar en helicóptero y luego caminar dos horas y media por medio de la selva virgen, con temperaturas de 40 °C.

## Detalles de la operación
El ataque comenzó a las 00:25. El campamento guerrillero de uno de los líderes de las FARC-EP, Raúl Reyes, se encontraba en Ecuador a unos 1800 metros de la frontera con Colombia. La operación militar colombiana, llamada operación Fénix, contó con la participación de la Policía, el Ejército y de la Fuerza Aérea la Armada Nacional Colombiana.
La localización del campamento fue posible gracias a un informante y, según declaraciones de una fuente militar anónima, a que Raúl Reyes hizo uso de un teléfono satelital para recibir el 27 de febrero una llamada de Hugo Chávez, quien le informó sobre la liberación de rehenes de aquel día. Entre sus pertenencias estaban una argolla de matrimonio y un reloj Rolex, el cual facilitó la identificación del cadáver.
Según informó el Ministerio de Defensa de Colombia, durante el ingreso de helicópteros colombianos a la zona de los hechos se encontraron con fuego enemigo desde el campamento de las FARC-EP, y como consecuencia murió el soldado profesional Carlos Hernández León.

## Verificación ecuatoriana
El presidente Rafael Correa ordenó una investigación de los hechos tras ser informado del incidente por su par colombiano Álvaro Uribe Vélez. Según las autoridades ecuatorianas que acudieron a la escena de los hechos y encontraron los cadáveres de al menos quince guerrilleros, muchos de los muertos vestían paños menores y pijamas cuando su campamento fue bombardeado por Colombia utilizando "tecnología de punta", registrándose como resultado lo que el presidente Correa calificó de "masacre"  y no un enfrentamiento o "persecución en caliente", como le había informado su homólogo colombiano. También se encontraron tres mujeres heridas en el campamento.
El ministro de defensa del Ecuador, Wellington Sandoval, declaró que el armamento utilizado en el bombardeo correspondía con la descripción de las bombas inteligentes guiadas por satélite. El ministro dijo que se utilizaron un total de cinco bombas inteligentes en el bombardeo.
Las tropas ecuatorianas encontraron un campamento que contaba con una red de áreas de entrenamiento, dormitorios, áreas de cocina y para guardar provisiones. Encontraron ropa, documentación, equipos electrónicos de entretenimiento y de comunicación, al igual que generadores para abastecerlos de energía. Después del bombardeo se observaron pedazos de uniformes camuflados que colgaban de las ramas de las copas de los árboles más de 30 metros arriba del suelo, como resultado del ataque. Los misiles abrieron cráteres profundos, en forma totalmente circular, de al menos unos 5 metros de diámetro cada uno, y abrieron un claro amplio a través de la espesa vegetación.

## Muertes reportadas

### Raúl Reyes

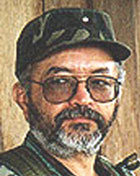
La muerte de Raúl Reyes desató un incidente diplomático regional.

Luis Édgar Devia Silva, alias Raúl Reyes fue un guerrillero colombiano, considerado como terrorista por el Estado colombiano lo mismo que por otros gobiernos, miembro del Secretariado, portavoz y asesor del Bloque Sur de las FARC-EP. Antes de unirse a las FARC-EP fue sindicalista y político local.
Contra Raúl Reyes había varias condenas y 25 órdenes de captura por terrorismo, homicidio agravado, narcotráfico, secuestro con fines terroristas, rebelión, lesiones personales y porte ilegal de armas.
Estos son algunos de sus procesos.
-1991: La masacre de una comisión judicial donde fueron asesinados un juez, un médico legista, tres secretarios y dos agentes de la Policía Judicial, el 27 de noviembre, en Usme. 
- 1993: Doce atentados en Bogotá que causaron la muerte de varias personas y el ataque a una patrulla militar en las afueras de la capital en la que perdieron la vida 13 policías. 
- 1995: Responsable de los hechos que culminaron con la escalada terrorista de los días 27, 28 y 30 de mayo de 1995, cuando las FARC-EP establecieron retenes en las vías que de Bogotá conducen al municipio de Choachí y Guayabetal-Villavicencio, los asaltos al puesto de policía en Silvania, (Cundinamarca) y a la Octava Estación de la misma institución en el barrio Kennedy, en el suroccidente de la Capital del país. 
- 2000: El ataque a la base militar de Patascoy, en diciembre de 1997, en el que murieron 10 militares, 18 secuestrados y 8 resultaron heridos. 
- 2001: Condenado por el secuestro y posterior asesinato de la exministra de Cultura Consuelo Araújo Noguera, 'La Cacica'. El secuestro del exsenador Luis Eladio Pérez y tres personas más, ocurrido el 10 de junio en la vía que conduce del municipio del Charco a la Victoria ( Nariño). 
- 2002: El secuestro y homicidio de nueve excursionistas en la zona de Puracé ( Cauca) en febrero del 2001. La muerte del congresista Diego Turbay Cote, su mamá y cuatro personas más el 29 de diciembre del 2000. El asesinato de monseñor Isaías Duarte Cancino, ocurrido el 16 de marzo. Por narcotráfico. Acusado de la producción, comercialización y tráfico organizado desde Colombia hacia las selvas del Brasil. Atentados en Bogotá durante la posesión del presidente Álvaro Uribe. La masacre de Bojayá en la que perdieron la vida 119 personas, entre ellos 45 menores de edad. 
-2003: El secuestro y asesinato del gobernador Guillermo Gaviria, el exministro Gilberto Echeverri y 8 militares. Acusado de homicidio en persona protegida y acto de barbarie. Atentado contra el club El Nogal, en Bogotá, que cobró la vida de 36 personas y un centenar de heridos. Abusos, secuestros y reclutación de menores en la antigua zona de distensión para las conversaciones de paz con el gobierno de Andrés Pastrana. El atentado con una bicicleta bomba, el 25 de enero en el barrio Fátima, en el sur de Bogotá. 
-2006: El secuestro del exgobernador del Meta Alan Edmundo Jara Urzola. 
-2007: Acusado del secuestro en el 2002 y el asesinato en el 2007 de 11 de los 12 diputados del Valle.

### Franklin Aisalla
Inicialmente se informó de la muerte de Guillermo Enrique Torres Cueter, alias Julián Conrado, ideólogo y compositor musical de las FARC-EP, cuyo presunto cuerpo fue trasladado a Bogotá después de la operación militar. El 3 de marzo, el director de Medicina Legal en esa ciudad, Pedro Franco, descartó que el cuerpo encontrado fuese el de Conrado.
A mediados del mes de marzo, los padres del ecuatoriano Franklin Guillermo Aisalla, un cerrajero de Quito cuyo paradero se desconocía desde el 21 de febrero, lo identificaron al ver fotografías del cadáver y afirmaron que había sido "confundido" por las autoridades colombianas. La familia anunció que viajaría a Bogotá para identificar y reclamar el cuerpo. Las autoridades ecuatorianas abrieron una investigación.
El 22 de marzo, el presidente ecuatoriano Rafael Correa advirtió que emprendería una "dura lucha diplomática" contra el gobierno colombiano de confirmarse la muerte de un ecuatoriano. Al mismo tiempo, instó a la OEA a "actuar de forma contundente" en tal caso. En un comunicado, la Casa de Nariño, sede de la presidencia colombiana, respondió ese día afirmando que acataría las decisiones de la OEA sobre el incidente.
El 24 de marzo, en un comunicado del Ministerio de Defensa de Colombia se afirmó que el cadáver correspondería al del terrorista Franklin Ponelia Molina, alias Lucho, quien junto con Nubia Calderón, alias Esperanza, había sido investigado en el 2004 por "proporcionar identificaciones falsas a otros guerrilleros y de facilitar su desplazamiento dentro de Ecuador". El Ministerio agregó que al comparar las fotografías de Ponelia Molina y Aisalla "posiblemente" se trataría de la misma persona, siendo necesaria su confirmación.
El 27 de marzo, el ministro de Defensa de Ecuador, Wellington Sandoval, afirmó que Aisalla fue investigado por presuntos vínculos con las FARC-EP, inicialmente por la inteligencia militar ecuatoriana de 2003 a 2005 y luego por la policía. Según el ministro, dicha investigación "aún no ha concluido". El presidente Rafael Correa declaró que "si Aisalla era delincuente, guerrillero, no justifica que se asesine a un ecuatoriano en suelo de Ecuador por tropas extranjeras" y que su gobierno "no va a permitir que este caso quede en la impunidad".
El cuerpo de Aisalla fue enviado de vuelta a Quito ese mismo día. Su padre, Guillermo Aisalla, negó que su hijo fuera miembro de las FARC-EP y dijo estar satisfecho de que las autoridades ecuatorianas reabrieran una investigación al respecto. La Fiscalía ecuatoriana anunció que se hará un "examen complementario" del cuerpo para determinar la causa de muerte.
El 28 de marzo, Marcelo Jácome, jefe forense de Medicina Legal de la Policía de Ecuador, informó que la autopsia indicaba que Aisalla murió por "una laceración cerebral y una fractura de cráneo efecto de una onda explosiva". Según el funcionario, no se presentaron disparos en el cuerpo.
El 6 de mayo, el gobierno ecuatoriano presentó los resultados de varios informes forenses preliminares, después de estudiar el cadáver de Aisalla y los de otras tres personas sin identificar. Según el gobierno, los informes indican que Aisalla no habría muerto por la onda explosiva ni por un disparo ubicado en su región dorsal, sino como consecuencia de un trauma craneoencefálico, presuntamente provocado por un objeto cuadrangular usado en una serie de golpes contundentes, uno de ellos en la nuca, y que probablemente se encontraba arrodillado al momento de su muerte. El gobierno ecuatoriano sospecha que se habría presentado una ejecución en los casos de Aisalla y las otras tres personas examinadas. El ministro de Gobierno, Fernando Bustamante, dijo ignorar si Aisalla murió en Angostura o en Bogotá. La canciller María Isabel Salvador solicitará a Colombia, a través de la embajada Argentina en Bogotá, el informe completo de la autopsia realizada a Aisalla, buscando aclarar la situación.
El 7 de mayo, el general Freddy Padilla de León, Comandante de las FF.MM. colombianas, afirmó que durante la operación militar se respetaron el derecho internacional y las leyes colombianas. El general Padilla dijo que la muerte de Aisalla se produjo como consecuencia de la acción de un artefacto metálico, pero dijo que no correspondería a un golpe de gracia. Ese mismo día, la cancillería colombiana emitió un comunicado rechazando las declaraciones de los miembros del gabinete ecuatoriano y anexando un informe pericial de la necroscopia realizada al cuerpo de Aisalla en Bogotá, remitido al Ecuador y a la OEA. El canciller Fernando Araújo calificó de "irregular" la divulgación de los informes forenses ecuatorianos dos meses después de los hechos, y dijo que el examen de Medicina Legal, siguiendo el Protocolo de Minnesota, no encontró señales de una ejecución extrajudicial. Según el canciller, la necroscopia indica que las causas de la muerte de Aisalla fueron "lesiones por elementos explosivos y penetrantes que comprometieron severamente el cráneo y las estructuras encefálicas y vísceras toracoabdominales".

### Estudiantes mexicanos

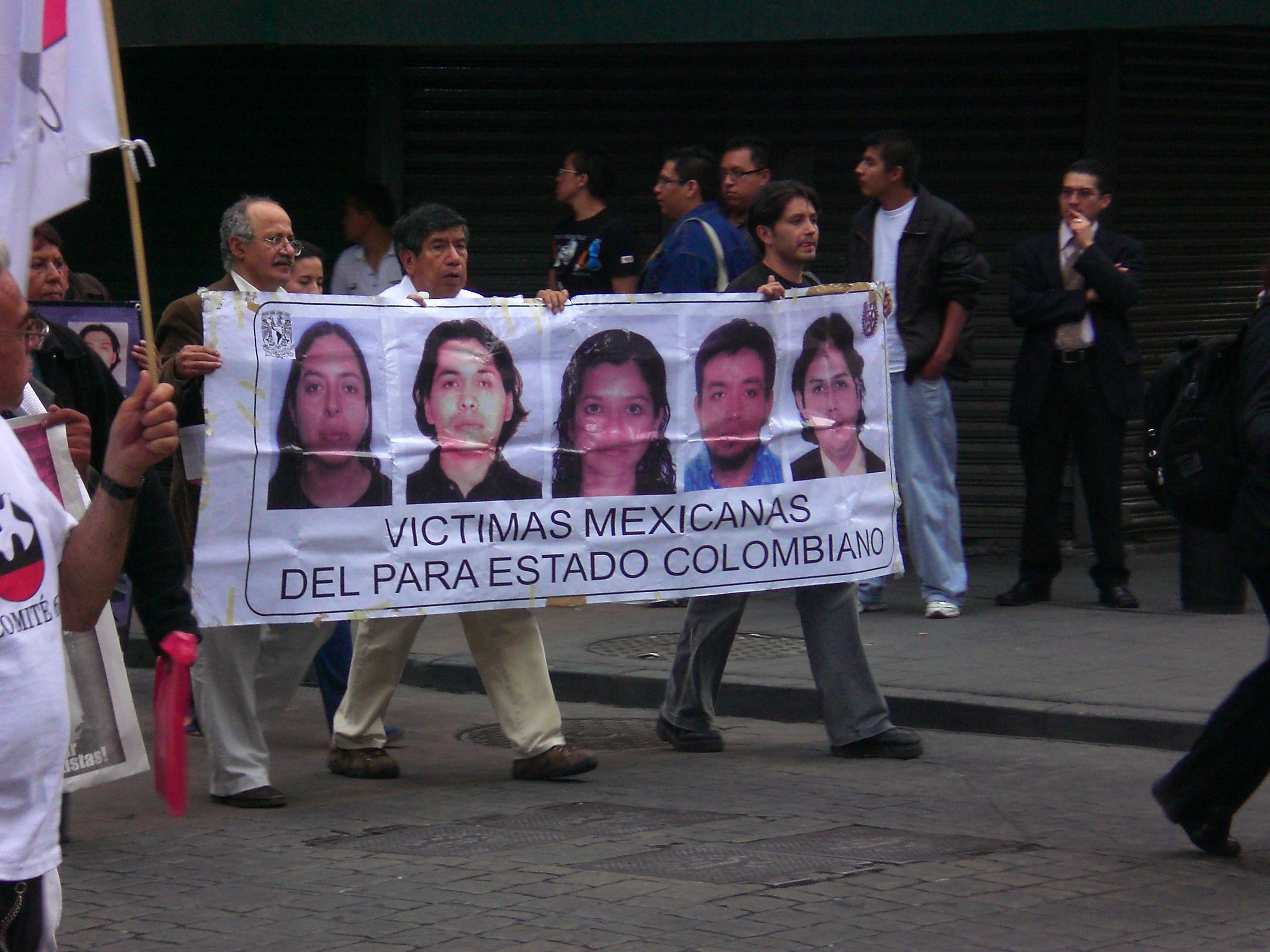
Protesta en México por la muerte de los estudiantes mexicanos.

Los estudiantes Soren Ulises Avilés Ángeles, Fernando Franco Delgado, Juan González del Castillo y Verónica Natalia Velásquez Ramírez, todos de la Universidad Nacional Autónoma de México (UNAM) fueron identificados por el gobierno ecuatoriano como desaparecidos que podrían estar entre los muertos hallados en el campamento de las FARC-EP. Según el secretario ejecutivo de la Asociación Latinoamericana para los Derechos Humanos, Juan de Dios Parra, los estudiantes habían participado en un congreso bolivariano que se realizó en Ecuador durante el mes de febrero.
El martes 18 de marzo, la identidad de los cuerpos de los mexicanos fue confirmada oficialmente por las autoridades ecuatorianas. Ese mismo día, en un informe la policía de Ecuador afirmó que los estudiantes, quienes según el informe se encontraban juntos y vestidos de civil, murieron "por efecto de la onda expansiva del bombardeo y no por heridas de bala". Al día siguiente, los restos fueron cremados y posteriormente enviados a México.

## Sobrevivientes
El 2 de marzo, el gobierno de Ecuador reportó el hallazgo de 3 mujeres sobrevivientes a los ataques. La única que fue identificada al momento fue la estudiante mexicana de 21 años, Lucía Morett Álvarez, una estudiante de filosofía de la UNAM. Posteriormente se dieron a conocer los nombres de las colombianas Martha Pérez, de 24 años y Diana González.
En un video difundido el 16 de marzo del 2008 por la Asociación Latinoamericana de Derechos Humanos con sede en Ecuador, Lucía Morett relató su versión de los hechos. Afirmó en el video que se encontraba durmiendo durante los bombardeos al campamento, que luego "llegaron personas disparando. Yo alcance a oír gente que contaba muertos, gente que gritaba, que decía: 'estoy herido, ayuda!', y otra que decía: 'denle bala, denle bala!', y después, disparos", y acusó a soldados y policías colombianos de hacerle "hostigamiento sexual" mientras le cambiaban la ropa y le daban los primeros auxilios. Según Morett, la visita al campamento fue organizada por los otros mexicanos que murieron en el ataque, y el motivo de la misma fue conocer "cómo ahí en ese campamento se llevan a cabo actividades culturales".
Mientras tanto, el 18 de enero de 2009 fue requerida en extradición por Ecuador, y se dice que mintió a las autoridades al negar su relación con las Fuerzas Armadas Revolucionarias de Colombia (FARC-EP), tras sobrevivir al ataque, afirmó el fiscal general Washington Pesántez.
Poco antes de que viajaran a Nicaragua, la fiscalía ecuatoriana pidió prisión para las tres por su relación con el grupo guerrillero atacado por Colombia, acción que provocó la ruptura de relaciones diplomáticas entre Bogotá y Quito. Morett, en una versión libre, “se declaró totalmente inocente, pero después aparecieron videos (...) y ahí acepta ciertos contactos” con las Fuerzas Armadas Revolucionarias de Colombia, señaló Pesántez al canal de televisión Ecuavisa. El fiscal afirmó que la mexicana “le mintió”, y culpó a un juez ecuatoriano de no haber procedido a tiempo con la orden de captura para evitar la salida de las tres implicadas. Estudiante de filosofía de 28 años, Morett Álvarez ha negado cualquier relación con las FARC-EP y justificado su presencia en el campamento clandestino que tenía ese grupo en Ecuador como parte de una tesis que venía realizando sobre arte revolucionario. De ser hallada culpable, la estudiante mexicana podría enfrentar una condena de por lo menos cuatro años de prisión.

## Reacciones

### Reacción de las FARC-EP
El 2 de marzo de 2008, la Agencia Bolivariana de Noticias reportó que las FARC-EP hicieron público un comunicado en el que sostienen que la "sangre derramada, el legado y la memoria de su dirigente" engrandecen su causa, y afirman que se debe insistir en la búsqueda de un "canje humanitario". También se anuncia que los "organismos de dirección" de las FARC-EP enviarán un "pronunciamiento oficial" sobre la muerte de Raúl Reyes en los próximos días. Según reporte de la AFP, la revista Resistencia, órgano de las FARC-EP, había negado en un principio que Raúl Reyes y los guerrilleros que lo acompañaban hicieran presencia en el Ecuador.
El 4 de marzo de 2008, se conoció un comunicado del Secretariado de las FARC-EP con fecha del 2 de marzo, donde afirman que Raúl Reyes "cayó cumpliendo la misión de concretar a través del Presidente Chávez, una entrevista con el presidente Sarkozy" con el fin de que "se avanzara en encontrar soluciones a la situación de Íngrid Betancourt y al objetivo del intercambio humanitario".
Acusan al gobierno de Álvaro Uribe de "deformar las circunstancias" de la muerte de Reyes, tensionar las relaciones de su gobierno con otros países, "golpear" gravemente la posibilidad de un intercambio humanitario y "anular" la salida política al conflicto con lo que calificaron de "régimen paramilitar y pro-yanqui". En el mismo comunicado se insiste en la necesidad de un despeje de los municipios de Florida y Pradera y se anuncia que Raúl Reyes sería reemplazado por Joaquín Gómez como miembro pleno dentro de su estructura directiva.

### Reacción del gobierno ecuatoriano
Tras la muerte de Reyes, el presidente ecuatoriano Rafael Correa declaró que el presidente colombiano le había informado de la situación y dijo que enviaría a sus fuerzas militares a investigar los hechos ocurridos en la zona fronteriza. Posteriormente, Correa declaró que Colombia había incursionado ilegalmente en territorio ecuatoriano para bombardear al campamento de Reyes, lo cual rechazó afirmando que "aquí nadie puede entrar a nuestro territorio y menos aún armado, por más que sean fuerzas irregulares o regulares".
Según Correa, los guerrilleros muertos fueron bombardeados y "masacrados" utilizando "tecnología punta" mientras dormían en su campamento, probablemente con ayuda de alguna "potencia extranjera", y el ejército colombiano ingresó al Ecuador únicamente para recuperar el cadáver de Reyes, abandonando los demás.
Correa concluyó que "el presidente Uribe estuvo mal informado o descaradamente le mintió al presidente de Ecuador, pero el gobierno ecuatoriano no va a permitir más ultrajes del gobierno colombiano y vamos a ir hasta las últimas consecuencias para que se aclare este escandaloso hecho de una agresión a nuestro territorio y a nuestra patria".
El gobierno de Ecuador retiró a su embajador en Bogotá y envió una nota de protesta, en la cual se pide a Colombia que explique el "indebido proceder de sus fuerzas militares", reiterando que "ninguna fuerza militar regular o irregular puede actuar en el territorio de Ecuador que, con arreglo a su derecho a la legítima defensa y a la seguridad, repelerá, capturará y someterá a la justicia a quienes ingresen armados al territorio o se establezcan para desarrollar actividades al margen de la ley". En la nota se concluye que "el Estado ecuatoriano ha colaborado con autoridades colombianas en acciones apegadas a las leyes de los dos países y a los derechos humanos. Lamentablemente esta cooperación bilateral no se verificó en torno a los hechos descritos, que por tanto significan la vulneración de la integridad territorial y el ordenamiento legal de Ecuador".

En la noche del 2 de marzo de 2008, el presidente Correa anunció públicamente la expulsión del embajador colombiano en Quito y solicitó la convocatoria inmediata de los Consejos permanentes de la OEA y de la Comunidad Andina, además de ordenar la movilización de tropas ecuatorianas a la frontera norte. Al mismo tiempo, Correa exigió al gobierno colombiano "compromisos firmados de respeto a Ecuador" y no solamente disculpas formales.

### Reacción del gobierno colombiano
Horas después de la muerte de Raúl Reyes, el presidente colombiano Álvaro Uribe Vélez felicitó a los miembros de las fuerzas militares, de la policía y grupos de inteligencia que participaron en el operativo. Uribe afirmó que "hoy hemos dado otro paso contra el terrorismo que no respeta fronteras y que pretende seducir pueblos mientras ve la posibilidad de utilizarlos y finalmente los invade y los sorprende", agregando que "como presidente constitucional de la nación, asumo la responsabilidad total de los hechos de la operación".
Después de las declaraciones de rechazo a la incursión militar por parte del presidente ecuatoriano, la cancillería colombiana anunció que respondería a la nota de protesta, anticipando que "Colombia no violó soberanía sino que actuó de acuerdo con el principio de legítima defensa...los terroristas, entre ellos Raúl Reyes, han tenido la costumbre de asesinar en Colombia e invadir el territorio de los países vecinos para refugiarse. Muchas veces Colombia ha padecido estas situaciones que estamos obligados a evitar en defensa de nuestros ciudadanos".
En la noche del 2 de marzo de 2008, la cancillería colombiana emitió un comunicado en el cual le presenta al gobierno del Ecuador "excusas por la acción que se vio obligado a adelantar en la zona de frontera". Para el Ministerio de Relaciones Exteriores de Colombia, las tropas colombianas ingresaron a territorio ecuatoriano "para registrar el sitio desde donde recibieron disparos y al cual atacaron", recuperando posteriormente el cadáver de Raúl Reyes y otro guerrillero al igual que documentación y tres computadores.
La cancillería afirmó que Raúl Reyes "dirigía desde hace muchos años operaciones criminales en el sur de nuestro país y clandestinamente, desde territorio ecuatoriano sin el consentimiento de ese Gobierno", agregando que Colombia "nunca ha tenido la pretensión o la disposición de irrespetar o vulnerar la soberanía o la integridad" del Ecuador, y expresó su voluntad de "avanzar en el desarrollo de mecanismos de cooperación en la lucha contra el terrorismo". El gobierno colombiano anunció que está dispuesto a "indemnizar a los ciudadanos ecuatorianos que hubieran podido resultar afectados en los hechos antes descritos".

### Reacción del gobierno venezolano
El presidente venezolano Hugo Chávez, quien en el pasado había ejercido como mediador para la realización de un acuerdo humanitario entre el gobierno colombiano y las FARC-EP, manifestó que consideraba de suma gravedad la violación de la soberanía ecuatoriana por parte de fuerzas militares de Colombia.
El 2 de marzo de 2008, Chávez estimó durante su programa Aló Presidente que la muerte de Reyes fue un "cobarde asesinato" y afirmó que se produjo sin ningún combate. Al mismo tiempo, ordenó movilizar 10 batallones de tropas venezolanas a la frontera, retirar a todos los funcionarios venezolanos que se encontraban en Bogotá, y dijo que enviaría los nuevos aviones Sukhoi Su-30 MK2 a la frontera en caso de ordenarse una incursión militar colombiana al territorio venezolano y un nuevo ataque a Ecuador. El presidente venezolano anunció que "apoyaremos al Ecuador en cualquier circunstancia", y pidió que otros gobiernos latinoamericanos se pronuncien al respecto.

A petición de una de las participantes de Aló Presidente, el presidente venezolano guardó un "minuto de silencio" en honor a Reyes, a quien dijo conocer en 1995 durante el Foro de São Paulo de ese año, afirmando que se reunió con él dos ocasiones más en Venezuela.

### Reacción en México
La muerte de los cuatro mexicanos, todos estudiantes de la UNAM, fue especialmente sentida pues el presidente colombiano Álvaro Uribe los acusó de terrorista, ilegales y guerrilleros, la única sobreviviente de nacionalidad mexicana fue Lucía Morett. El rector de la UNAM José Narro Robles, tras confirmar que efectivamente eran estudiantes de la UNAM, comentó lo dicho por Uribe a la prensa: "si hay pruebas que se presenten y si no, que ya no se sigan haciendo señalamientos indebidos e irresponsables". Por su parte, el presidente de México, Felipe Calderón Hinojosa, demandó a su contraparte colombiana "no calificar ni prejuzgar las actividades de los jóvenes". Adicionalmente, el gobierno ecuatoriano confirmó que los cinco estudiantes mexicanos habían recibido las visas respectivas y por ello su estancia en el país era legal. Finalmente, entre los cables que emergieron como resultado de los wikileaks, la opinión del gobierno de los Estados Unidos fue que los estudiantes mexicanos efectivamente eran estudiantes y no tenían ligas con las FARC. Por último, un grupo de miembros del parlamento mexicano (Cámara de Diputados)presentó una demanda contra el gobierno de Colombia por la muerte de los cuatro jóvenes mexicanos.

### Reacción del gobierno francés
El presidente francés Nicolas Sarkozy dijo que el hecho se producía en un momento crucial y expresó estar muy preocupado por la seguridad de los rehenes que permanecen en poder de las FARC-EP. El 2 de marzo de 2008, el presidente francés hizo un llamado a la "contención" de la crisis diplomática entre Colombia, Ecuador y Venezuela, reiterando la necesidad de resolver "la dolorosa cuestión de los rehenes retenidos por las FARC-EP". El canciller francés, Bernard Kouchner, dijo a radio Francia Internacional que "es una mala noticia que el hombre con el que estábamos dialogando, con quien teníamos contactos, haya muerto", en referencia a las gestiones para lograr la liberación de Íngrid Betancourt y otros rehenes.

### Otras reacciones
Daniel Ortega, presidente de Nicaragua, condenó el hecho al considerar que la acción del gobierno de Álvaro Uribe contra Raúl Reyes y otros guerrilleros de las FARC-EP pudiera afectar la posible realización de un proceso de paz en Colombia.
Michelle Bachelet, Presidenta de Chile, expresó que "lamentamos y no podemos estar de acuerdo con que no se respete la frontera, por cualquier razón y, por sobre todo, que Ecuador se haya sentido agredido con esta intervención". Estimó que "una situación de esta naturaleza amerita, sin duda, una explicación por parte de Colombia a los ecuatorianos, al presidente ecuatoriano y al conjunto de la región", señaló en entrevista exclusiva a ADN Radio Chile.

### Reunión del Grupo de Río
La controversia terminó parcialmente el viernes 7 de marzo de 2008 con un apretón de manos y un abrazo entre el presidente de Colombia y sus homólogos de Ecuador y Venezuela además del compromiso con Nicaragua de dirimir sus diferencias por la vía diplomática, esto se dio en el marco de XX Reunión Cumbre del Grupo de Río celebrada en República Dominicana presidida por el mandatario de este país Leonel Fernández. Tanto en dicha cumbre como en la reunión de la OEA se recriminó el hecho de que Colombia hubiese violado la soberanía del territorio ecuatoriano, en la reunión de la OEA Estados Unidos se apartó de la posición de los demás países y respaldó la acción de Colombia. Las resoluciones de las cumbres permitieron que el conflicto no se agravara, mientras que sectores de la sociedad buscaron aliviar las tensiones con manifestaciones como el concierto Paz Sin Fronteras. Las tensiones diplomáticas entre los gobiernos de Ecuador y Colombia continuarían por los documentos aparecidos en el computador de Reyes y por la incursión de Colombia en territorio ecuatoriano.

## Demanda de Ecuador contra Colombia ante la OEA
En junio de 2009, el gobierno del presidente ecuatoriano Rafael Correa demandó al gobierno colombiano, entonces precedido por Álvaro Uribe, ante la Organización de los Estados Americanos (OEA), lo que representó la primera vez que una demanda de 'estado contra estado' es aceptada. El gobierno ecuatoriano alegó en la demanda que Aisalla había muerto por 'golpes a la cabeza' propinados presuntamente por los militares colombianos. El gobierno de Colombia alegó que las heridas habían sido producto del bombardeo. 
La Comisión Interamericana de Derechos Humanos (CIDH), organismo adscrito a la OEA se declaró competente para investigar la demanda ecuatoriana por la muerte del ciudadano ecuatoriano Franklin Aisalla durante la Operación Fénix. La CIDH examinará si Colombia violó los derechos a la vida, la integridad personal, garantías judiciales y protección judicial de Aisalla. La CIDH dio un plazo de tres meses para responder.

### The Washington Post
El 13 de diciembre del 2013 el diario norteamericano The Washington Post, aseguró que, sobre la base de más de 30 entrevistas a exfuncionarios de Estados Unidos y Colombia, la Operación Fénix fue una de las mayores acciones de inteligencia encubierta desarrollada por Estados Unidos desde los atentados del 11 de septiembre de 2001.